# ヒルデガルト・フォン・ビンゲン

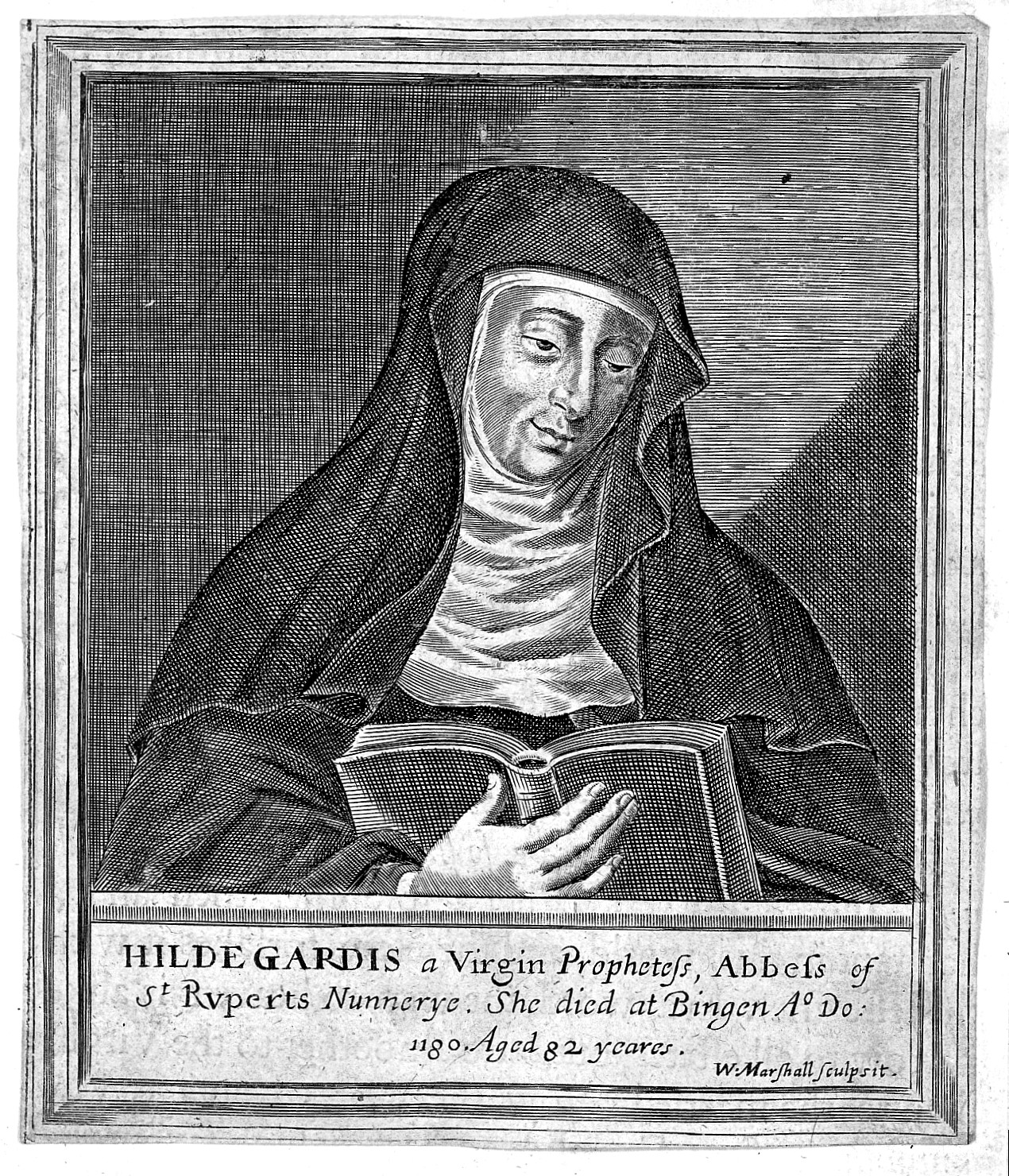

ヒルデガルト・フォン・ビンゲンまたはビンゲンのヒルデガルト（独: Hildegard von Bingen, ユリウス暦1098年 - ユリウス暦1179年9月17日）は、中世ドイツのベネディクト会系女子修道院長であり神秘家、作曲家。史上4人目の女性の教会博士。
神秘家であり、40歳頃に「生ける光の影」（umbra viventis lucis）の幻視体験（visio）をし、女預言者とみなされた。50歳頃、ビンゲンにて自分の女子修道院を作る。自己体験を書と絵に残した。
医学・薬草学に強く、ドイツ薬草学の祖とされる。彼女の薬草学の書は、20世紀の第二次世界大戦時にオーストリアの軍医ヘルツカにより再発見された。世に知られた最初のドイツ人博物学者とされる。才能に恵まれ、神学者、説教者である他、宗教劇の作家、伝記作家、言語学者、詩人であり、また古代ローマ時代以降最初（ギリシア時代に数名が知られる）の女性作曲家とされ、近年グレゴリオ聖歌と並んで頻繁に演奏されCD化されている。神秘主義的な目的のために使われたリングア・イグノタという言語も考案した。中世ヨーロッパ最大の賢女とも言われる。

## 生涯

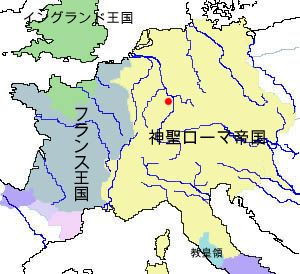
活動地 マインツ近郊

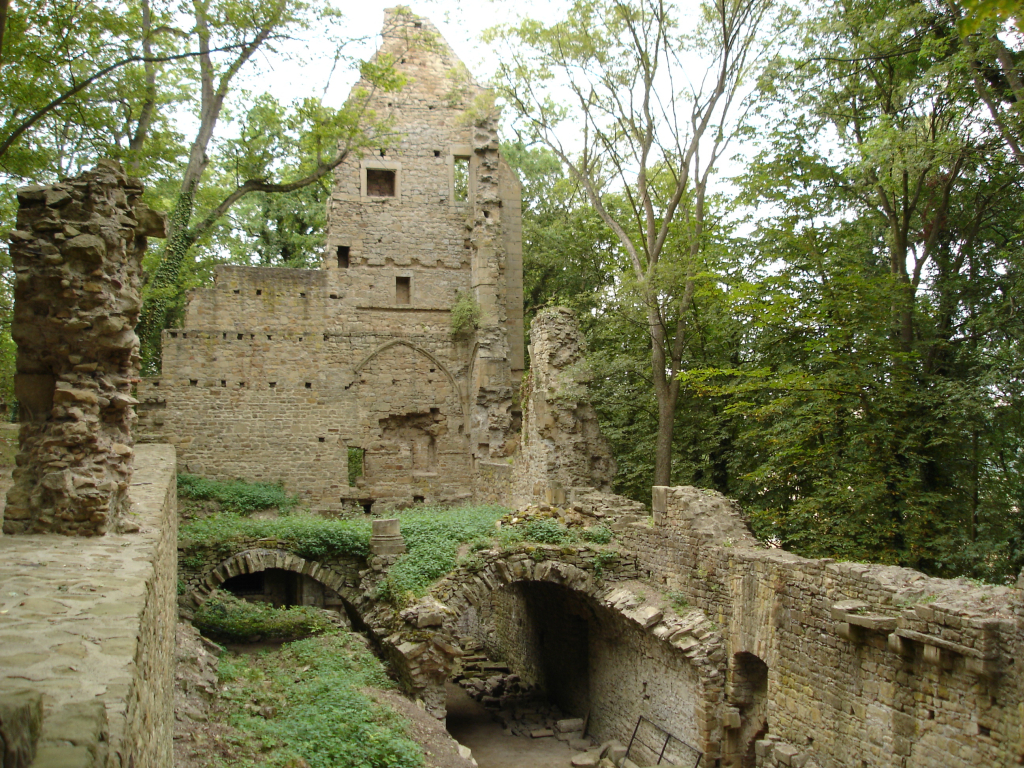
ザンクト・ディジボード修道院址（オーデルンハイム、ディジボーデンベルク）

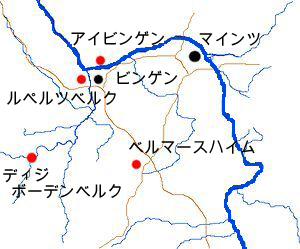
活動地拡大

1098年、神聖ローマ帝国のドイツ王国、ラインラントのアルツァイ近く、マインツ大司教区・ベルマースハイム（Bermersheim）で、地方貴族である父ヒルデベルト（Hildebert）、母メヒティルト（Mechtild）の10番目の子供として生まれる。洗礼名はヒルデガルト。出生地については両親の出身地であるベッケルハイム（Böckelheim）という記述もあり、ディジボーデンベルク近くのベッケルハイム城の在った現在のシュロスベッケルハイム（Schloßböckelheim）と思われるが、詳細は不明である。
1106年より同大司教区オーデルンハイム（Odernheim）のディジボーデンベルク（Disibodenberg）にあるベネディクト会系男子修道院ザンクト・ディジボードの近くで隠遁生活を送る修道女ユッタ・フォン・シュポンハイム（Jutta von Sponheim）に育てられる。ユッタはディジボーデンベルク近くのシュポンハイム城の貴族（シュポンハイム伯シュテファン1世の娘）で、兄弟にケルン大司教フーゴー・フォン・シュポンハイムがいる。姓については、シュパンハイム（Spanheim）とシュポンハイム（Sponheim）の両方の記述がある。
後に、彼女の教育にはザンクト・ディジボード男子修道院の修道士フォルマール（Volmar）が加わった。ユッタは敷地内に女子修道院を設立して院長となった。1136年にユッタが死去すると、ヒルデガルトが女子修道院の院長に就任した。
1141年、神の啓示を受けたとして、フォルマールと腹心の修道女リヒャルディス・フォン・シュターデ（Richardis von Stade）の援助の下、『道を知れ』 (Scivias) の執筆を開始し、自らの幻視体験（のちの彼女自身の言葉によれば「生ける光の影」（umbra viventis lucis））を初めておおやけに表明し、この頃から彼女の幻視体験がマインツ大司教ハインリヒの知るところとなる。
1147年、クレルヴォーの大修道院院長で、当時宗教界に非常に大きな影響力があった聖ベルナールに助言を求めて書簡を送る。同年、教皇エウゲニウス3世によって開かれたトリーアの教会会議において、ヒルデガルトの幻視体験がマインツ大司教ハインリヒによって俎上に載せられる。教皇使節が彼女の許に派遣され、執筆途中の『道を知れ』を持ち帰り、教会会議上でそれが披露され、多くの人に感銘を与えたとされる。この時同席していた聖ベルナールの取り成しもあって、教皇より執筆の認可が正式に彼女に与えられ、これによって彼女の名が広く知られるようになる。また、この頃から典礼用の宗教曲を作詞作曲し始める。彼女の作曲した典礼劇『諸徳目の秩序』（Ordo virtutum）は、作者の知られた典礼劇そして道徳劇としては最も古い。ヒルデガルトはユッタからプサルテリウムの演奏の手解きを受けており、合唱の伴奏楽器として使用したと思われる。
彼女の名声によって各地から修道女が集まり手狭になったため、1150年にビンゲン近郊のルペルツベルク（Rupertsberg）に新しい女子修道院を建設して移る。
ビンゲンとライン川の支流ナーエ川を挟んだ対岸の丘陵地は、ザルツブルクのベネディクト会修道士聖ルペルト（St.Rupert / Rupertus）の一族の所有地であり、その聖遺物が納められてルペルツベルクと名付けられた聖地であった。ヒルデガルトが新しく建設する女子修道院をこの地に定めたのは、聖ルペルトがドイツ圏で初めて女子修道院を建設した人であった事が念頭にあったと思われる。翌年、『道を知れ』が完成した。
| 年            | 出来事                                                   |
| ------------- | -------------------------------------------------------- |
| 1098年        | 誕生                                                     |
| 1106年        | ユッタのもとへ                                           |
| 1136年        | ユッタ没。ヒルデガルト、女子修道院院長就任               |
| 1141年        | 『道を知れ』執筆開始                                     |
| 1147年        | 聖ベルナールへ書簡                                       |
| 1147年        | 教会会議にてヒルデガルトが話題に。教皇より執筆の正式認可 |
| 1150年        | ルペルツベルクに新しい女子修道院を建設して移る           |
| 1151年        | 『道を知れ』完成。                                       |
| 1150年代後半  | バルバロッサ謁見                                         |
| 1158-63年     | ドイツ王国各地へ説教旅行（計3回）                        |
| 1163年        | ルペルツベルク女子修道院に対する保護勅令                 |
| 1165年        | アイビンゲンの修道院建設                                 |
| 1167-70年     | 病床                                                     |
| 1170-71年     | ドイツ王国各地へ説教旅行                                 |
| 1173年        | フォルマール没。ゴットフリートが『生涯』を執筆           |
| 1176年        | ゴットフリート没                                         |
| 1177年        | ギベール・ド・ガンブルーが『生涯』を追補執筆             |
| 1178年        | ルペルツベルク女子修道院へ聖務停止禁令                   |
| 1179年3月     | 禁令解除                                                 |
| 1179年9月17日 | 死去                                                     |

1158年から63年にかけて、 ドイツ王国各地へ3回の説教旅行を行い、1150年代後半にはインゲルハイム宮廷にてフリードリヒ1世・バルバロッサ（赤髭王）に謁見した。バルバロッサからは1163年にルペルツベルク女子修道院に対する皇帝による保護の勅令が出される。
1165年にアイビンゲン（Eibingen）に庶民階級のための新しい修道院を建設する。アイビンゲンはビンゲンとライン川を挟んだ対岸の、現在リューデスハイム（Rüdesheim）と呼ばれる丘陵地帯に位置する。1167年から70年は病床に臥すが、70年から翌年に再びドイツ王国各地へ説教旅行を行った。
1173年にフォルマールが死去し、後任に就いたザンクト・ディジボード男子修道院のゴットフリート（Gottfried）はヒルデガルトの『生涯』を執筆開始する。が、1176年にゴットフリートも死去し、翌年、ヒルデガルトとかねてから文通し共感していたベルギーのガンブルー修道院出身のギベール・ド・ガンブルー（Guibert de Gembloux）が彼女の秘書となり、『生涯』を追補執筆する。
1178年、破門された貴族(後に、破門を解除されている)を保護し、その死後同修道院敷地内に埋葬した件で、マインツの司教座聖堂参事会員達との間で確執が起こり、マインツ大司教クリスチャンよりルペルツベルク女子修道院に対し聖務停止（聖体拝領の禁止、聖歌唱の禁止）の禁令が出される。翌年3月禁令が解かれるが、同年9月17日に死去した。
ルペルツベルクの修道院は、17世紀の三十年戦争でスウェーデン軍によって破壊され放棄された。現在地図上にこの名は残っていない。一方、アイビンゲンの女子修道院は19世紀まで存在していたが、俗化が進み、また地所が没収されたために閉鎖された。20世紀になって同地に新しく聖ヒルデガルトの名前を付けた女子修道院が建てられている。
2012年10月7日、ローマ教皇ベネディクト16世によって女性としては四人目の教会博士の称号を受けた。

## ヒルデガルトの幻視体験について

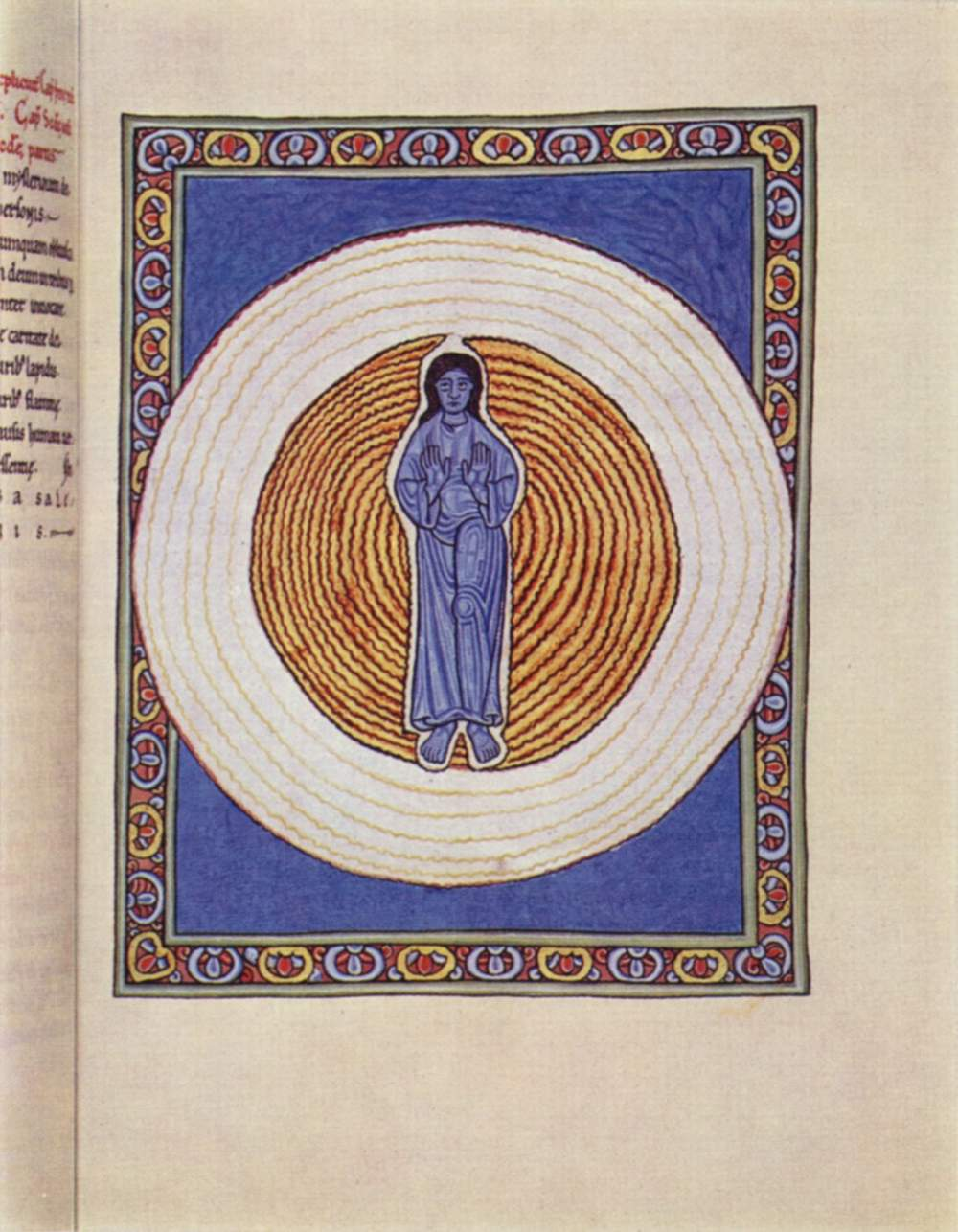
『道を知れ』の挿絵。
三位一体を象徴的に表現している。

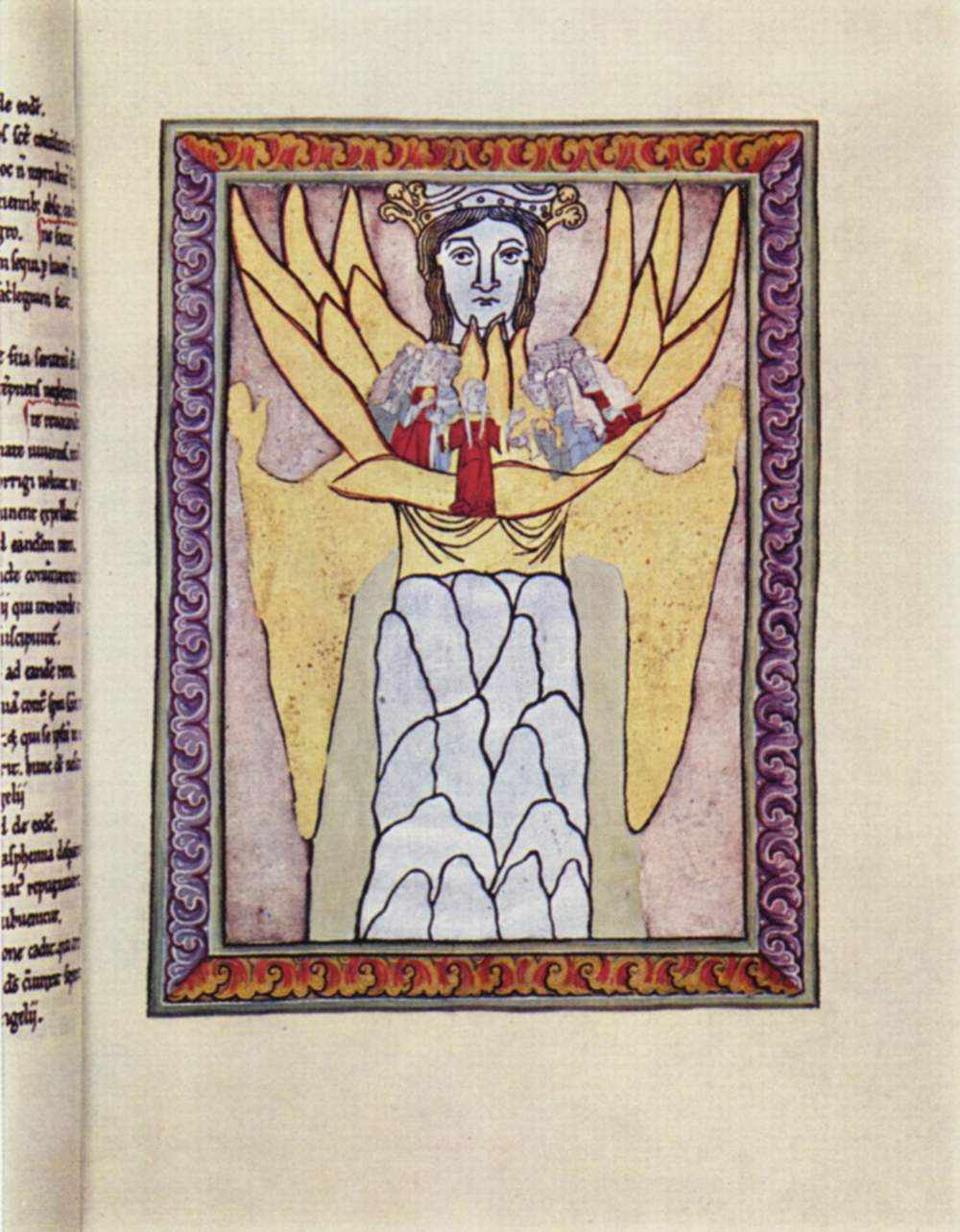
『道を知れ』の挿絵。
教会の処女性を示す。

ヒルデガルトの幻視体験は対外的には40歳代の『道を知れ』で初めて示されたが、その序文で実は5歳頃から体験していることが述べられている。またその中で彼女は、この幻視体験が興奮状態（トランス）や瞑想状態ではなく、実に意識がしっかりしていて周囲の状況が分かっている正常な覚醒状態で生じ、それを受けている時も周囲で現実に生じている事象を同時に知覚していると述べている。そしてこの幻視体験を Visio（ヴィシオ、英：ヴィジョン）という言葉で表現している。
具体的な幻視の状況について、彼女は後にギベールへの書簡(書簡No.103r,1175年)の中で次のように述べている。
これらの幻視が示す内容は、ほとんどがキリスト教に関わる事柄であり、彼女の基盤となったベネディクト会の規範の範疇で解釈され意味付けがなされている。またこれらを表した幾つかの絵画に見られるように非常に象徴的であり、中世修道会のもつ神秘主義的な面が強く現れているとして後のスコラ学と対比される点でもある。

## ヒルデガルトの思想について
伝記、著作品、書簡などから窺えるのは、彼女が聖ベネディクトの戒律を厳格に守る修道女であり、当時のベネディクト会派の中でも特に保守的であったということであろう。これは彼女の性格やユッタ・フォン・シュポンハイムの影響が大きかったということもある。
「教会」（エクレシア）という概念に対しては非常に強い愛着を示している。簡単にいえば「教会は神と一体であり、我々はその愛情に包まれている」という修道会特有の考え方に対して大きな共感をもっていた。彼女はマリアの処女性を投影し、「キリストの花嫁」を強調して、「教会」は一層女性的な性格を帯びることになる。ここにヒルデガルトのフェミニズムを見て取る事ができるとする考え方もある。聖母マリアについては、当時既にマリア崇敬が広まってきており、ベネディクト会の中でもそれを積極的に肯定する者も多く現れていた。一方ヒルデガルトは初期のキリスト教徒と同様に、マリアという対象そのものには無関心に近く、マリアの処女性という事に対してのみ非常に強い関心を表している。
特に宗教歌に目立つのが聖ウルスラに関するものである。ケルンの守護聖人でもある聖ウルスラを女子修道院の象徴としたのはヒルデガルトが初めてというわけではないだろうが、その処女性と殉教者という事に共感して多くの聖歌を作詞作曲した。そして、ここにもまた女子修道院の独自性を求めた姿が認められる。
また、神の世界での厳格な階層秩序（オルド）があるように、人間界にも階層があることを積極的に認めている。つまり貴族と庶民が違う階級で生活するのは当然の事であるという、貴族社会の考え方を修道院内でも実践していた。進歩的な他の女子修道院長からこの点について融和を図るべきだとの指摘の書簡に対しては、神はすべての階層に等しく愛を示している。生まれつき階層が分かれているのだからそのように生きるべきだとの回答をしている。

## ヒルデガルトの著作について
彼女は著作をラテン語で書いたが、独習によるとおぼしき独特の癖がある。著述の際は、修道士の写字生が補佐役となって彼女による蝋板への筆記を紙に書き写した。資料文献を一言一句写すのではなく、書きたい内容にあわせて独自に編集・更新されている
。
『道を知れ』では卵形の宇宙モデルが、その二十年以上のちに完成する最後の著作『神の業の書』では同心円形の宇宙モデルが示され、世界と人間の関係が示されている。
医学と博物学をテーマとする『自然学』と『病因と治療』は、近年になって天然薬物の分野で注目を集めている。彼女の医学は「西欧版の東洋医学」と見なされている。宗教的な病の起源を教えるだけでなく、病気の対処法を提示した。三百以上の薬草の効能と用法を提示し、植物から調合した薬剤の外用・内服による対処とともにマッサージ、入浴、サウナ、瀉血、鉱物や宝石による療法をすすめている。健康を増進し病気を避ける生活態度として、正しい食事と適切な運動、十分な休息、調和に満ちた音楽の聴取、肯定的で開かれた精神と信仰の保持を推奨している。特に、病気の予防の点でも治療の点でも食事が大きな位置を占めている。『自然学』や『病因と治療』には薬草の調理法が多く掲載され、薬剤と料理が厳密に区別されていない点が古来の医学書との最大の違いとされる。

### ヒルデガルトの料理について
ヒルデガルトの生誕900年となる1998年頃よりヒルデガルトの料理レシピを紹介する書籍が出版され、ヨーロッパを中心に健康料理家として注目を集めた。
それ以前にも19世紀から20世紀の研究者によって、ヒルデガルトの考え方を研究した料理本や医学本が上梓されている。

## 著作品

### 著書
- "Scivias" 『道を知れ』(1141年 - 1151年) (1153出版)
- "Liber Vitae Meritorum" 『生命の功徳の書』(1158年 - 1163年)
- "Liber Divinorum Operum" 『神の業（わざ）の書』(1163年 - 1173年/1174年)

これら3つは幻視体験に基づく3部作とされる。
- "Analecta Sacra" 『聖なる抜粋』
- "Causae et Curae" 『病因と治療』(1151年 - 1158年) 複合的な医学書 （ヒルデガルトの著作ではないとする見解もある）
- "Physica" 『自然学』(1151年 - 1158年) 単純な医学書
- "Vita Sancti Disibodi"『聖ディジボード伝』
- "Vita Sancti Reperti" 『聖ルペルト伝』

### 宗教曲
Ordo virtutum 道徳劇『諸徳目の秩序』
作者の知られた典礼劇では最古。1150年頃作成。
『道を知れ』第3部13章（最後の章）の内容に則しているので、『道を知れ』に添付されたものとも考えられる。
Symphonia harmoniae celestium revelationum 聖歌集『天からの啓示による協和合唱曲』
1140年頃から作られ始めた宗教曲は、現在77曲が2つの写本、デンデルモンド写本（Dendermonde manuscript）、及びリーゼン写本（Riesencodex）に残されている。この内、1170年頃のデンデルモンド写本は、彼女自身が関わっているものと思われる。
曲種分類は次の通り（Olivia Carter Mather氏の分類に従う）
| アンティフォナ   | 43曲 | Cum erubuerint / Cum processit factura / Hodie aperuit clausa porta / Karitas habundat(Caritas abundat) / Laus trinitat / Nunc gaudeant / O beata infantia / O beatissime Ruperte / O Bonifaci / O choruscans lux stellarum / O cohors milicie floris / O cruor sanguinis / O eterne Deus / O felix apparicio / O frondens virga / O gloriosissimi lux vivens angeli / O magne pater / O mirum admirandum / O orzchis Ecclesia / O pastor animarum / O pulchre facies / O quam magnum miraculum / O quam mirabilis / O rubor sanguinis / O spectabilis viri / O speculum columbe / O splendidissima gemma / O successores fortissimi / O tu illustrata / O victoriosissim / O virgo Ecclesia / O virtus Sapientia / Quia ergo femina / Quia felix puericia / Spiritus sanctus vivificans /In matutinus laudibus (「朝課の讃歌集」、8つのアンティフォナ： Studium divinitatis / Unde quocumque / De patria etiam / Deus enim in prima / Aer enim volat / Et ideo puelle / Deus enim rorem / Sed diabolus) |
| レスポンソリウム | 18曲 | Ave Maria, O auctrix vite / Favus distillans / O clarissma mater / O dulcis electe / O Euchari columba / O felix anima / O lucidissima apostolorum / O nobilissima viriditas / O quam preciosa / O tu suavissima virga / O viriditas digiti Dei / O vis eternitatis / O vos angeli / O vos felices radices / O vos imitatores / Rex noster promptus / Spiritui sancto honor sit / Vos flores rosarum |
| イムヌス         | 5曲  | Ave generosa / Cum vox sanguinis / Mathias sanctus / O ignee spiritus / O viridissima virga |
| セクエンツィア   | 7曲  | Columba aspexit / O ecclesia occuli tui / O Euchari in leta via / O Ierusalem / O ignis spiritus paracliti / O presul vere civitatis / O virga ac diadema |
| アレルヤ         | 1曲  | Alleluia, O virga mediatrix |
| キリエ           | 1曲  | Kyrie eleison |
| その他の合唱曲   | 2曲  | O dulcissime amator / O Pater omnium |

## 資料
（書籍）
- 『ビンゲンのヒルデガルトの世界』種村季弘/著(青土社, 2002年) ISBN 4-7917-5978-8
- 『ビンゲンのヒルデガルト』H.シッペルゲス/著, (熊田・戸口/訳) (教文館, 2002年) ISBN 4-7642-6630-X
- 『ヒルデガルト・フォン・ビンゲン 女性的なるものの神学』バーバラ・ニューマン/著, (村本訳) (新水社, 1999年) ISBN 4-88385-002-1
- 『聖ヒルデガルトの医学と自然学』ヒルデガルト・フォン・ビンゲン/著,(トループ/英訳,井村/監訳)(ビイングネットプレス, 2001年) ISBN 4-434-06765-6
- 『聖女ヒルデガルトの生涯』ゴットフリート修道士他/著, (荒地出版社,1998年) ISBN 4-7521-0106-8
- 『Scivias(道を知れ)』第2部 ヒルデガルト・フォン・ビンゲン/著(佐藤/訳),『中世思想原典集成』第15巻 上智大学中世思想研究所/編訳,(平凡社, 2002年) ISBN 4-582-73425-1
- "The Letters of Hildegard of Bingen vol.1", Oxford University Press, USA (1998年) ISBN 0-19-512117-1
- "The Letters of Hildegard of Bingen vol.2", Oxford University Press, USA (1998年) ISBN 0-19-512010-8
- "The Letters of Hildegard of Bingen vol.3", Oxford University Press, USA (2004年) ISBN 0-19-516837-2

（論文）
- 上條敏子｢ビンゲンのヒルデガルトーーー一女子修道院長の生涯と作品｣『史学』（１９９５年）所収

（CD）
- ヒルデガルト・フォン・ビンゲン：『シンフォニア-宗教歌曲集』・セクエンツィア（中世音楽アンサンブル）（日本BMG BVCD-1601）
- ヒルデガルト・フォン・ビンゲン：『神々しい黙示録』・サマーリー指揮、オックスフォード・カメラータ（香NAXOS 8.550998）
- Hildegard von Bingen : "Canticles of Ecstasy", Sequentia (BMG CD 05472 77320 2)
- Hildegard von Bingen : "Voice of the Blood", Sequentia (BMG CD 05472 77346 2)
- Hildegard von Bingen : "O Jerusalem" , Sequentia (BMG CD 05472 77353 2)
- Hildegard von Bingen : "Symphoniae" , Sequentia (BMG GD 77020) （上記日本国内盤と同じ内容）
- Hildegard von Bingen : "Ordo Virtutum" , Sequentia (BMG 2 CD 05472 77394 2)
- Hildegard von Bingen : "Saints" , Sequentia (BMG 2 CD 05472 77378 2)

（DVD）
- Hildegard von Bingen："In Portrait/Ordo Virtutum", Vox Animae,The Virtues（英BBC Opus Arte : OA-0875-D）

（映像）
- 型破りな神秘家 ヒルデガルト・フォン・ビンゲン（Prime Video - Amazon.co.jp）[22]